# 紹洛明
49°44′20″N 24°11′20″E / 49.73889°N 24.18889°E
紹洛明（烏克蘭語：Шоломинь），是烏克蘭西部的村莊，隸屬利維夫州的利維夫區。該村面積1.31平方公里，海拔高度263米，2016年人口793，人口密度每平方公里605.34人。